# ادوارد هاگ
ادوارد هاگ (به انگلیسی: Edward Hogg) بازیگر اهل کشور بریتانیا است.

## قسمتی از فیلمشناسی
- طرح -۲۰۱۵
- صعود ژوپیتر -۲۰۱۵
- بی نام -۲۰۱۱
- رعد و برق سفید-۲۰۰۹
- الفی -۲۰۰۴
- نیکلاس نیکلبی -۲۰۰۲